# A Friend In London
«A Friend In London» (укр. «Друг у Лондоні») — данський рок-гурт з Вострупа. Утворений в 2005 році. Гурт складається з чотирьох учасників, знайомих один з одним ще зі школи — Тіма Шоу (вокал, гітара), Себастьяна Вінтера (гітара), Аске Браммінга (бас-гітара) і Есбена Сване (ударні). 19 лютого 2011 року колектив переміг у данському відбірковому конкурсі на Євробачення (Dansk Melody Grand Prix 2011) з піснею «New Tomorrow» («Нове завтра»), яку «A Friend In London» виконали в другому півфіналі , набравши достатню кількість глядацьких голосів, щоб вийти у фінал конкурсу.

## Дискографія
- A Friend in London (2011)